# بادية الرصافة

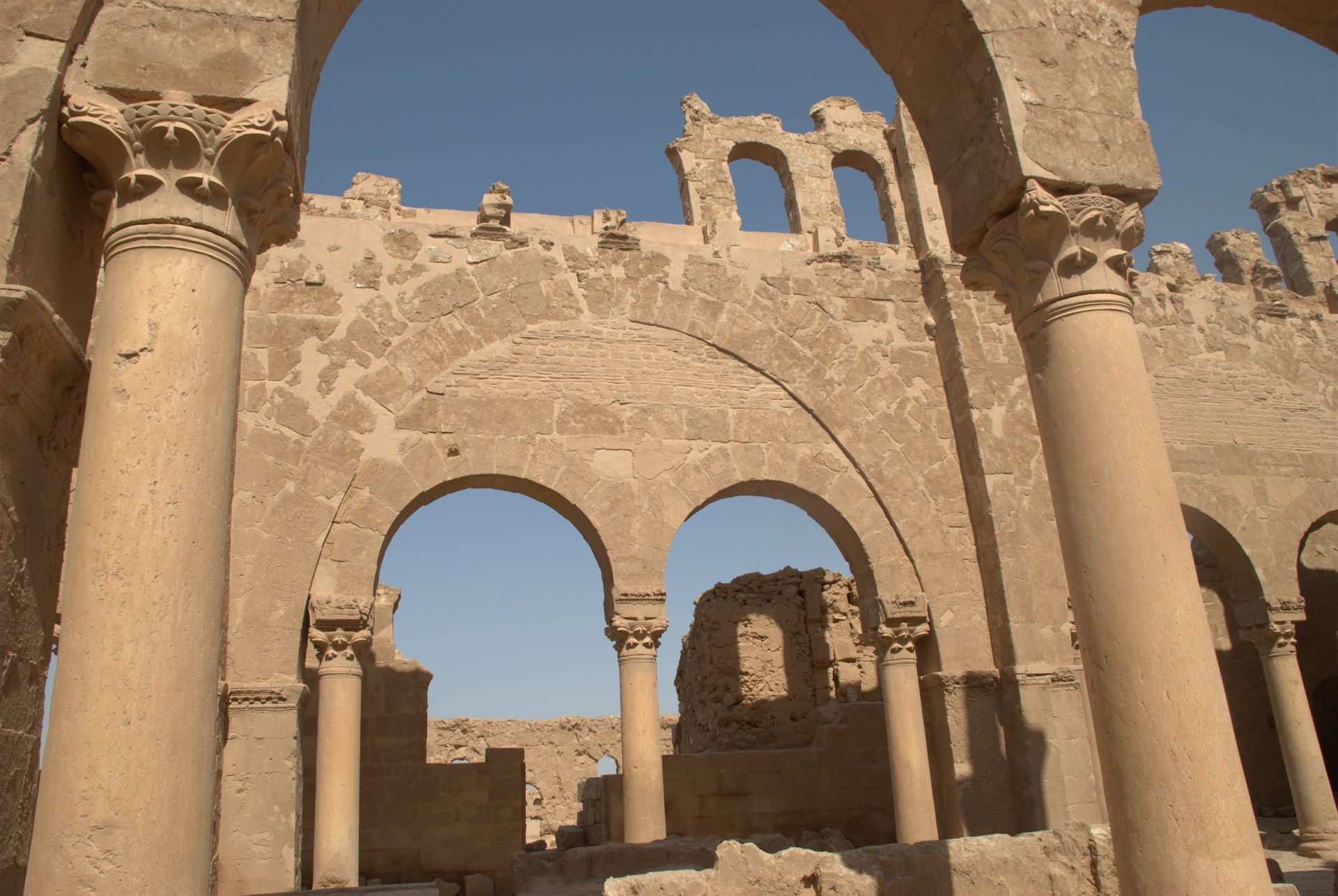
آثار مدينة الرُّصافة الأموية، أحد أبرز المواقع الأثرية الباقية في بادية الرصافة.

بادية الرُّصافةهي صحراء تمثّل جزءاً من البادية السورية. يُعتَبر جبل البشري والجبال التدمرية الفاصلَ بينها وبين بادية الشام الأساسية، التي تمتدّ جنوباً عبر جزء كبيرٍ من سوريا، فيما تنحصر بادية الرصافة بين الجبال التدمرية جنوباً ومجرى نهر الفرات شمالاً. بادية الرصافة هي منطقة قاحلة، يأتيها البدو في الربيع لرعي أغنامهم، لكنها نادرة السكان بشكل عام. وقد أدَّى تشييد سد الفرات وتمخُّض بحيرة الأسد عنه إلى استصلاح أراضٍ واسعة في حوضي مسكنة والرصافة تبلغ مساحتها نحو 50 ألف هكتار. يوجد عدد من المواقع الأثرية الهامّة في بادية الرصافة، من أبرزها رصافة هشام وخربة الحالول والرملة.
تقع في المنطقة واحدة من ثلاث مجموعاتٍ أساسيّة للشركة السورية للنفط، إذ أنّها غنية بالنفط، وتنتج مزيجاً من النفط السوري الثقيل. كانت بادية الرصافة من أكثر مناطق محافظة الرقة تضرّراً بظاهرتي الجفاف والتصحر، بل والمنطقة الثانية على مستوى المحافظة بعد منطقة الجرنية. وقد طولب كثيراً من قبل باستصلاح أراضيها لمساحاتها الواسعة المتاحة، وأجرت الجهات الحكومية دراسةً للمشروع المعروف بـمشروع الرصافة لاستصلاح نحو 27,000 هكتار. أنفق على المشروع في سنة 2008 مبلغ 250 مليون ليرة سورية، وذلك لإنشاء محطّات ضخٍّ ورفعٍ ستخدم نحو 50 قرية يسكنها 22,000 نسمة.